# Liceo artistico statale Nervi-Severini
Il liceo artistico musicale statale Nervi-Severini è una scuola secondaria di secondo grado di Ravenna.

## Storia
Il liceo fu istituito nel 1949 con le sezioni di pittura, scultura, architettura e successivamente di grafica. Grazie al "progetto Michelangelo" la scuola diventò liceo artistico statale a partire dal 1967, anno della riforma dell'istruzione di secondo grado. Nel 1981 il liceo prese il nome dell'architetto e ingegnere italiano Pier Luigi Nervi. Nel 2007, in occasione del 40º anniversario dalla scomparsa di Gino Severini, è stata inaugurata una galleria d'arte intitolata a Antonio Rocchi. Nel settembre 1999 il liceo artistico Nervi viene unito, sotto l'aspetto amministrativo, all'Istituto d'arte per il mosaico.
Dall'anno scolastico 2010-11, dopo l'entrata in vigore della Riforma Gelmini, l'Istituto d'arte per il mosaico intitolato a Gino Severini e il liceo artistico Nervi sono confluiti nel nuovo liceo artistico statale Nervi-Severini.
A partire dall'a.s. 2024/25 si è aggiunto il Liceo Musicale.

## Struttura
In origine la sede del liceo era ubicata in via Baccarini, nei locali divenuti poi sede della biblioteca Classense. La sede principale "Nervi" è sita nel centro storico vicino a piazza Caduti, laddove vi fu trasferita negli anni Ottanta, mentre la succursale "Severini" è ubicata in via Pietro Alighieri, nell'antica villa settecentesca che ospitava l'Istituto d'arte per il mosaico.
Nel suo complesso, la struttura dispone di aule multimediali e laboratori di: architettura, CAD, cinema d'animazione in 3D, design della moda, fotografia, fumetto, grafica, incisione, mosaico, pittura, restauro, scultura, teatro e scenografia teatrale. Il liceo è provvisto inoltre di aule riservate all'insegnamento di filosofia, letteratura, inglese, storia, storia dell'arte, scienze, matematica e informatica e un'aula attrezzata per le discipline musicali con: basso, batteria, chitarre, percussioni e un pianoforte a coda, oltre ad un impianto d'amplificazione per concerti all'aperto.
La biblioteca centrale del liceo presenta la collezione di opere specifiche sul mosaico più vasta d'Europa. In aggiunta alla galleria d'arte, l'ente possiede un secondo locale espositivo, riservato alle mostre temporanee, collocato nella chiesa sconsacrata di santa Maria delle Croci. Nella gipsoteca della scuola è stato inoltre rinvenuto un bozzetto inedito del Canova.